# François Chesnais
François Chesnais, född 22 januari 1934 i Montreal, död 28 oktober 2022 i Paris, var en fransk nationalekonom och trotskist. Han skrev om bland annat marxism och trotskism och var medlem i Nouveau parti anticapitaliste. Chesnais grundade tidningen Carré Rouge.